# Somertijd
Somertijd is een Nederlands radioprogramma dat wordt gepresenteerd door Rob van Someren. 
Vaste programmaonderdelen zijn de moppen, de limericks, Waar gaat het eigenlijk over?, Wat ruist er door het struikgewas?, De Taal van Van Gaal, Somertijd Geluksnummer, De TwitterHit, de wijsheden van Roy Graszooi en Dingetje, die op vrijdagen de files voorleest als verschillende typetjes. Ook wordt vaak de actualiteit besproken. Het onderdeel van de limericks is bedacht door André van Duin. Hij zong al limericks in zijn Ep Oorklep Show, op accordeon begeleid door Harry Mooten. 

## Tijdlijn

### TROS
Door het invoeren van de nieuwe horizontale programmering op het eveneens vernieuwde Radio 3 per 5 oktober 1992, verhuisde de vaste uitzenddag van de TROS op Radio 3 per 4 oktober 1992 van de donderdag naar de zondag.
Het programma begon op deze dag tussen 12:00 en 15:00 uur bij de TROS op Radio 3. In het programma werd vanaf 31 januari 1993 ook de nieuwe tip plaat Megahit van de week bekendgemaakt. Van Someren presenteerde het programma aanvankelijk met sidekick Hanno Dik, later met Jurre Bosman. Eerst was het programma elke zondagmiddag tussen 12:00 en 15:00 uur te horen (de TROS had toen de vaste uitzenddag op de zondag, terwijl er van maandag tot en met vrijdag een horizontale programmering liep) en vanaf 1 september 1995 elke werkdag tussen 17:00 en 18:00 uur en vanaf medio 1997 tussen 16:00 en 18:00 uur. Per dinsdag 31  augustus 1999 zette Van Someren voorlopig een punt achter zijn radiocarrière en stopte bij de TROS en Radio 3. Het programma werd per woensdag 1 september 1999 opgevolgd door ruuddewild.nl.

### Radio Veronica
In 2003 keerde Rob van Someren terug op de radio bij Radio Veronica. Somertijd werd nu elke werkdag tussen 16.00 en 19.00 uur uitgezonden. Rob werd bijgestaan door zijn sidekicks Dennis Pistoor, Juri Verstappen en nieuwslezers Ad Valk en Theo van Zwet. Somertijd verdween in januari 2004 tijdelijk uit de programmering, omdat Jeroen van Inkel het middagtijdslot had overgenomen. Rob van Someren verving Van Inkel echter regelmatig. Vanaf mei 2004 keerde Somertijd terug als weekendprogramma van 15.00 tot 18.00 uur. Per 1 september 2004 keerde Somertijd weer terug op het oude tijdslot. In april 2006 verliet Dennis Pistoor het Somertijd-team. Hij werd vervangen door DJ Sven. In juni 2010 werd nieuwslezer Theo van Zwet ontslagen, en werd vervangen door Harry van der Heijden.
Sinds mei 2005 is het wekelijkse item Somertijd Weekend Dance Mix toegevoegd: een compilatie van dansplaten, uitsluitend grote hits, in een maximaal 6 minuten durende mix. Deze wordt op vrijdagmiddag meteen na het nieuws van 18.00 uur uitgezonden.
In januari 2010 voegde stemartiest Dingetje zich bij het team van Somertijd. Hij is iedere vrijdag aanwezig, waar hij de verkeersinformatie voordraagt als verschillende typetjes, waaronder Pater Piemelot (hitsige geestelijke met een Zuid-Limburgs accent), Japie Kat (jongen met een verstandelijke beperking en een vriendje genaamd Kees, die niet helemaal spoort), Tanaka Wasabi (Japanner op Nederlandse les), Fritz Stau (heetgebakerde Duitser), Aart Appel (nuchtere boer), Eucalypta (heks uit Paulus de Boskabouter), Marijke Snelwegen (parodie op Marijke Helwegen en duivenliefhebster), Giuseppe (emotionele Italiaan), Jules Roulette (persoon met Gilles de la Tourette), Jacques Plaquesac (levensgenietende Fransman), Sjors Jambers (parodie op Paul Jambers), Ali Tjakmak (emotionele Turk), Hans de Haas (kok met hazenlip), opa Willem en Ton Deuze (homoseksuele dameskapper met een vriend genaamd André Lon). Ook zijn de avonturen en wijsheden ("odo", oftewel spreuk) te horen van Roy Graszooi uit Paramaribo, Suriname. Een aantal typetjes verscheen pas in de tijd bij Radio 10.
Juri Verstappen wilde zich per november 2013 op andere zaken richten en werd vervangen door Mark van der Molen. Harry van der Heijden kreeg in april 2014 een baan aangeboden bijn het ANP, die hij ook aannam. Hij werd opgevolgd door Metha de Vos. Silvan Stoet verving Rob van Someren bij afwezigheid, Marlous Löffelman viel soms in voor Sven en Juri Verstappen viel soms in voor Mark van der Molen.
Naast de doordeweekse uitzending werd Somertijd tussen 2004 en 2008 en van 2011 tot 2013 ook op zaterdag- en/of zondagmiddag uitgezonden bij Radio Veronica. De weekenduitzending bevatte voornamelijk hoogtepunten.
Op 3 november 2011 was de 3000ste uitzending van Somertijd op Radio Veronica en op 14 november 2013 won Somertijd De Gouden RadioRing, de prijs voor het beste radioprogramma.
Op 15 mei 2014 kreeg Van Someren een licht hartinfarct veroorzaakt door een te hoge bloeddruk. Het middagprogramma werd tijdelijk overgenomen door de sidekicks Mark, Sven en Metha. Ondanks dat Van Someren herstellende was en terug kon keren op de radio werd eind juni 2014 bekend dat Jeroen van Inkel vanaf 1 september 2014 een geheel andere middagshow ging maken op Radio Veronica. De reden was dat Van Someren niet meer in de nieuwe doelgroep van het station zou passen. Eerder hadden al meer dj's om deze reden het station moeten verlaten.
Op maandag 3 november 2014 werd Van Someren uitgenodigd door Giel Beelen en verrast om op NPO 3FM de GIEL Ochtendshow te doen als een afscheidsuitzending van Somertijd te maken, omdat hij daar op Veronica nooit een kans voor gekregen had. De sidekicks DJ Sven, Dingetje en Ad Valk deden mee aan de uitzending.
Ondanks zijn ontslag won Rob van Someren op 13 november 2014 wel de Zilveren RadioSter voor zijn verdiensten voor Somertijd dankzij de actie van een grote groep fans.

### Radio 10
Eind 2014 gaf Radio 10 Van Someren te kans om terug te keren op de radio met Somertijd. Sinds 12 januari 2015 presenteert Van Someren het programma op werkdagen van 16.00 tot 19.00 uur op Radio 10. DJ Sven is weer als vanouds zijn sidekick, en het Somertijd-team is uitgebreid met Luuk van den Braak, die voorheen het middagprogramma presenteerde op het regionale station Glow FM, en Menno Vroom, die eerder ook al voor Radio 10 werkte. De vaste vervanger voor Rob van Someren bij diens afwezigheid werd René Verkerk. Ook Dingetje is weer iedere vrijdag aanwezig maar ook op de andere dagen zijn typetjes van Dingetje in de uitzending te horen.In februari 2017 voegde ook Cobus Bosscha zich bij het Somertijd-team, als vaste nieuwslezer. In juli 2017 werd Celine Huijsmans iedere vrijdag de nieuwslezeres bij Somertijd, aangezien Cobus op vrijdagen vrij is. In december 2018 werd Huijsmans als nieuwslezeres vervangen door Elin Stil, die met haar 18-jarige leeftijd de jongste nieuwslezeres ooit van de Nederlandse radio werd. Later nam Chantal Quak deze taak op zich. In maart 2021 vertrok Bosscha bij Somertijd.
De moppen worden sinds de zomer van 2016 ingeleid door Het Raadsel van Menno. Het oorspronkelijke item Fuck the Format is vervangen voor Hall of Shame, een soort verkiezing van een dagelijks nummer dat valt in de categorie "Guilty Pleasure". Op 2 januari 2019 was de laatste editie van de Hall of Shame, waarna het een dag later werd vervangen door het Somertijd Geluksnummer. In dit onderdeel kan men een door het doorgeven van zijn/haar geluksnummer een geldbedrag van €25 tot €250 winnen, afhankelijk van het vermenigvuldigingscijfer waar het rad op komt waaraan Menno een draai geeft. Er zijn ook nieuwe items toegevoegd: The Voice of Somertijd waarbij luisteraars via de app van Radio 10 een opname van eigen zangkunsten in kunnen sturen; en De Sociale Link van Linke Luuk waarbij Luuk een viraal gaande item uit de Sociale media noemt en deelt via de sociale media van Radio 10. Nog steeds zien af en toe nog weleens nieuwe programmaonderdelen het levenslicht in Somertijd. Daarnaast werd de lijst van gastpresentatoren die de verkeersinformatie voorlezen op vrijdag uitgebreid met nieuwe typetjes. Verder is de opzet en doel van het programma op Radio 10 niet veel anders dan op Radio Veronica.
De mannen van Somertijd organiseren ook regelmatig evenementen voor hun luisteraars. Sinds juli 2015 worden er bijvoorbeeld jaarlijks de Somertijd Golfdagen georganiseerd, waar Rob van Someren en zijn sidekicks golfen met luisteraars. Rob en Sven hebben immers een voorliefde voor golfen. Op 26 juni 2015 vond er een speciale Somertijd Barbecue plaats. Sinds 2016 is dit een jaarlijks terugkerend fenomeen. In 2018 werd in samenwerking met het Rode Kruis de Somertijd Reanimatiedag georganiseerd, waar luisteraars geleerd werd hoe te reanimeren. Ook dit werd een jaarlijks terugkerend evenement.
In mei 2024 maakte Radio 10 bekend dat ze het programma per juli 2024 gingen verhuizen naar het weekend en dat de doordeweekse middagshow werd overgenomen door Gijs Staverman. Van Someren was niet blij met deze wijziging en volgens hem mocht dit contracttechnisch ook niet. Ook vond hij het erg toevallig dat deze wijziging precies plaatsvond nadat hij een rechtszaak had gewonnen over niet uitgekeerde salarisverhogingen en waar Talpa hoger beroep tegen had aangetekend. Hierop spande hij een kort geding aan tegen Talpa Network. De rechter oordeelde dat Talpa onzorgvuldig had gehandeld en wilde Van Someren gelijk geven, maar drong er wel op aan dat beide partijen eerst een keer met elkaar om tafel gingen. Van Someren voerde daarop een gesprek met radiodirecteur Dave Minneboo. Op 27 juni 2024 werd bekend dat beide partijen overeenstemming hadden bereikt; Van Someren ging akkoord met de verhuizing naar het weekend op voorwaarde dat Talpa het hoger beroep in de arbeidsvoorwaardenzaak introk. Ook werd het concurrentiebeding geschrapt. Van Someren presenteerde samen met zijn team op 28 juni 2024 zijn laatste doordeweekse uitzending. Het plan was dat Van Someren vanaf 14 september 2024 elk weekend te horen zijn van 12:00 tot 15:00 uur.

### 100%NL
Op 31 juli 2024 werd bekend dat Van Someren samen met DJ Sven, Dingetje, Lex Landeweerd en Chantal Quak de overstap gingen maken naar 100%NL, waar ze vanaf 13 september 2024 de dagelijkse middagshow voortzetten. Menno Vroom, die ook een kleine rol had in het programma, blijft achter de schermen werken bij Radio 10.

## Prijzen
In juli 2015 behoorde Somertijd tot de drie best beluisterde middagprogramma's van de Nederlandse radio. In april 2019 was Somertijd het op een na best beluisterde middagprogramma van Nederland, na De Wild in de Middag van NPO Radio 2. In 2017 en 2018 was Somertijd wederom genomineerd voor de Gouden RadioRing, de belangrijkste radioprijs in Nederland. 
Van Someren won in zijn carrière tweemaal de Gouden RadioRing. De eerste maal was in 2013, in 2023 werd hij de grote publiekswinnaar op het jaarlijkse radiogala en kreeg hij de Gouden RadioRing voor Beste Presentator als ook de Gouden RadioRing voor Somertijd.

## Sidekicks
Huidige
- DJ Sven (2006-heden)
- Dingetje (2010-heden, alleen op vrijdag)
- Lex Landeweerd (2022-heden)

Voormalige
- Dennis Pistoor (2003-2006)
- Juri Verstappen (2005-2013, in 2014 alleen als invaller)
- Mark van der Molen (2013-2014)
- Harry van der Heijden (2008-2014)
- Metha de Vos (2014)
- Luuk van den Braak (2015-2021)
- René Verkerk (2015-heden, alleen als invaller)
- Jonathan Mink (2019-heden, stagiair)
- Menno Vroom (2015-2024)

## Vaste nieuwslezers
- Ad Valk (2003-2008)
- Theo van Zwet (2003-2010)
- Harry van der Heijden (2010-2014)
- Metha de Vos (2014)
- Cobus Bosscha (2017-2023)
- Celine Huijsmans (2017-2018, alleen op vrijdag)
- Elin Stil (2018-2020, alleen op vrijdag)
- Chantal Quak (2020-heden)

## Jingles
In de uitzending worden verschillende vaste jingles en fillers gebruikt, die bestaan uit (al dan niet verbouwde) fragmenten van bestaande muziekstukken:
- Tijdens het vertellen van moppen: Jodel (zum blauen bock) van Enge Buren
- Tijdens de inleiding op de limericks: The Floral Dance van The Brighouse and Rastrick Brass Band
- Tijdens het oplezen van limericks: Limericks van André van Duin.